# Masa martajada
En la gastronomía mexicana, la masa martajada o masa de maíz martajado es una variante de la masa de maíz. A diferencia de esta, no se prepara con harina de maíz, por la que los granos quedan finamente molidos. En la masa martajada, que también se nixtamaliza, los granos se quiebran a medias; en el español mexicano «martajar» quiere decir moler pero no del todo, es decir, sin llegar a pulverizar el producto. El proceso de martajar, que se puede realizar en un metate o en un molino de nixtamal, proporciona una textura diferente a la masa, que se usa para hacer antojitos mexicanos como gorditas, tlacoyos, itacates... e incluso tamales, como el zacahuil típico de la Huasteca. Los nahuas del norte de Veracruz suelen preparar atole de masa martajada.